# Wojciech Stachura (hokeista)
Wojciech Stachura (ur. 19 stycznia 1982 w Krakowie) – polski hokeista, reprezentant kraju, trener.

## Kariera
Wojciech Stachura karierę rozpoczął w juniorach Unii Oświęcim. Następnie został uczniem Szkoły Mistrzostwa Sportowego w Sosnowcu, gdzie grał w tamtejszej drużynie hokejowej, a w 2001 roku został jego absolwentem. Potem wrócił do Opola, gdzie został zawodnikiem debiutującego w krajowych rozgrywkach Orlika Opole, z którym w sezonie 2002/2003 wywalczył historyczny awans do najwyższej klasy rozgrywkowej.
Po tym sukcesie został zawodnikiem Unii Oświęcim, w której w latach 2003–2007 stanowił o sile formacji ofensywnej zespołu prowadzonego przez trenerów: Karela Suchánka, Andrieja Sidorienkę, który łączył funkcję trenera zespołu z funkcją selekcjonera reprezentacji Polski, duetu Rciharda Fardę i Tomasza Rutkowskiego oraz Jozefa Čontofalsky'ego oraz osiągnął największe sukcesy w swojej karierze: mistrzostwo (2004) oraz wicemistrzostwo Polski (2005), także dotarł do finału Pucharu Polski 2004.
Następnie w latach 2007–2009 reprezentował barwy Naprzodu Janów, po czym w latach 2009–2014 ponownie Unii Oświęcim, z którą dwukrotnie zajął 3 miejsce w Polskiej Lidze Hokejowej (2011, 2012) oraz dwukrotnie dotarł do finału Pucharu Polski (2010, 2011).
W 2014 roku ponownie został zawodnikiem Naprzodu Janów, z którym po spadku z Polskiej Hokej Ligi w sezonie 2015/2016, w sezonie 2016/2017 wrócił do najwyższej klasy rozgrywkowej, a po spadku w sezonie 2017/2018 został grającym trenerem klubu, w którym po ponownym awansie do Polskiej Hokej Ligi w sezonie 2018/2019 w wieku 37 lat zakończył sportową karierę.

## Kariera reprezentacyjna
Wojciech Stachura wystąpił dwukrotnie z reprezentacją Polski U-18 na mistrzostwach świata U-18 (1999, 2000 – spadek z Grupy B) oraz dwukrotnie z reprezentacją Polski U-20 na mistrzostwach świata juniorów (2001, 2002).
W seniorskiej reprezentacji Polski mimo licznych powołań przez selekcjonerów: Andrieja Sidorienkę i Rudolfa Roháčka rozegrał tylko 1 mecz, który miał miejsce za kadencji selekcjonera Andrieja Sidorienkę 12 kwietnia 2005 roku na Jantorze w Janowie w zremisowanym 2:2 meczu towarzyskim z reprezentacją Francji.

## Kariera trenerska
Wojciech Stachura jeszcze w trakcie kariery sportowej rozpoczął karierę trenerską. W sezonie 2018/2019 jako grający trener Naprzodu Janów wywalczył awans do Polskiej Ligi, po czym w sezonie 2019/2020 był asystentem Witolda Magiery w występującej rozgrywkach I ligi drugiej drużynie Unii Oświęcim.

## Statystyki

### Klubowe
M = rozegrane mecze; G = Gole; A = asysty; Pkt = punkty; Min = minuty na ławce kar
| 1998-1999                 | SMS II Sosnowiec          | Ekstraliga                | −   | −   | −  | −   | −   | −  | −  | −  | −  | −  |
| 1999-2000                 | SMS Opole                 | I liga polska             | −   | −   | −  | −   | −   | −  | −  | −  | −  | −  |
| 2000-2001                 | SMS Opole                 | I liga polska             | −   | −   | −  | −   | −   | −  | −  | −  | −  | −  |
| 2001-2002                 | Orlik Opole               | I liga polska             | −   | −   | −  | −   | −   | −  | −  | −  | −  | −  |
| 2002-2003                 | Orlik Opole               | I liga polska             | −   | −   | −  | −   | −   | −  | −  | −  | −  | −  |
| 2003-2004                 | Unia Oświęcim             | PLH                       | 14  | 2   | 5  | 7   | 20  | −  | −  | −  | −  | −  |
| 2003-2004                 | Unia Oświęcim             | Interliga                 | 10  | 0   | 0  | 0   | 0   | 3  | 0  | 0  | 0  | 0  |
| 2004-2005                 | Unia Oświęcim             | PLH                       | 31  | 0   | 0  | 0   | 20  | 10 | 1  | 2  | 3  | 4  |
| 2005-2006                 | Unia Oświęcim             | PLH                       | 42  | 9   | 7  | 16  | 32  | 8  | 1  | 1  | 2  | 22 |
| 2006-2007                 | Unia Oświęcim             | PLH                       | 36  | 12  | 7  | 19  | 46  | 9  | 5  | 1  | 6  | 8  |
| 2007-2008                 | Naprzód Janów             | PLH                       | 42  | 16  | 3  | 19  | 20  | 4  | 1  | 0  | 1  | 4  |
| 2008-2009                 | Naprzód Janów             | PLH                       | 39  | 12  | 13 | 25  | 22  | 3  | 1  | 0  | 1  | 4  |
| 2009-2010                 | Unia Oświęcim             | PLH                       | 45  | 8   | 11 | 19  | 92  | −  | −  | −  | −  | −  |
| 2010-2011                 | Unia Oświęcim             | PLH                       | 33  | 8   | 12 | 20  | 34  | 9  | 1  | 2  | 3  | 8  |
| 2011-2012                 | Unia Oświęcim             | PLH                       | 35  | 4   | 2  | 6   | 4   | 11 | 1  | 4  | 5  | 6  |
| 2012-2013                 | Unia Oświęcim             | PLH                       | 30  | 4   | 3  | 7   | 8   | 7  | 0  | 1  | 1  | 2  |
| 2013-2014                 | Unia Oświęcim             | PHL                       | 41  | 5   | 9  | 14  | 20  | 3  | 0  | 0  | 0  | 0  |
| 2014-2015                 | Naprzód Janów             | PHL                       | 45  | 16  | 16 | 32  | 54  | 3  | 1  | 0  | 1  | 2  |
| 2015-2016                 | Naprzód Janów             | PHL                       | 39  | 6   | 10 | 16  | 50  | 8  | 2  | 2  | 4  | 4  |
| 2016-2017                 | Naprzód Janów             | I liga polska             | 23  | 14  | 23 | 37  | 40  | 7  | 2  | 0  | 2  | 8  |
| 2017-2018                 | Naprzód Janów             | PHL                       | 27  | 3   | 1  | 4   | 22  | 4  | 0  | 0  | 0  | 2  |
| 2018-2019                 | Naprzód Janów             | I liga polska             | 15  | 4   | 12 | 16  | 30  | −  | −  | −  | −  | −  |
| Ekstraliga/PLH/PHL Ogółem | Ekstraliga/PLH/PHL Ogółem | Ekstraliga/PLH/PHL Ogółem | 499 | 105 | 99 | 204 | 444 | 79 | 13 | 12 | 25 | 66 |
| Interliga Ogółem          | Interliga Ogółem          | Interliga Ogółem          | 10  | 0   | 0  | 0   | 0   | 3  | 0  | 0  | 0  | 0  |
| I liga polska Ogółem      | I liga polska Ogółem      | I liga polska Ogółem      | 38  | 18  | 35 | 53  | 70  | 7  | 2  | 0  | 2  | 8  |

### Reprezentacyjne
| Rok                | Drużyna            | Turniej            | Miejsce            |    | M | G | A  | Pkt | Min |
| ------------------ | ------------------ | ------------------ | ------------------ | -- | - | - | -- | --- | --- |
| 1999               | Polska U-18        | MŚU18-B            | 3                  | 5  | 2 | 1 | 3  | 2   |     |
| 2000               | Polska U-18        | MŚU18-B            | 7                  | 4  | 1 | 1 | 2  | 2   |     |
| 2001               | Polska U-20        | MŚU20-DI           | 6                  | 5  | 0 | 2 | 2  | 2   |     |
| 2002               | Polska U-20        | MŚU20-DI           | 7                  | 5  | 3 | 0 | 3  | 6   |     |
| 2005               | Polska             | Int.               | −                  | 1  | 0 | 0 | 0  | 0   |     |
| Ogółem jako junior | Ogółem jako junior | Ogółem jako junior | Ogółem jako junior | 19 | 6 | 4 | 10 | 12  |     |
| Ogółem jako senior | Ogółem jako senior | Ogółem jako senior | Ogółem jako senior | 1  | 0 | 0 | 0  | 0   |     |

| Mecze i gole w reprezentacji | Mecze i gole w reprezentacji | Mecze i gole w reprezentacji | Mecze i gole w reprezentacji | Mecze i gole w reprezentacji | Mecze i gole w reprezentacji | Mecze i gole w reprezentacji | Mecze i gole w reprezentacji | Mecze i gole w reprezentacji |
| Nr                           | Data                         | Miasto                       | Przeciwnik                   | Wynik                        | Bramki                       | Asysty                       | Kary (minuty)                | Rozgrywki                    |
| ---------------------------- | ---------------------------- | ---------------------------- | ---------------------------- | ---------------------------- | ---------------------------- | ---------------------------- | ---------------------------- | ---------------------------- |
| 1.                           | 12.04.2005                   | Janów                        | Francja                      | 2:2 (1:1, 0:1, 1:0)          | 0                            | 0                            | 0                            | Towarzyski                   |

## Sukcesy

### Zawodnicze
Orlik Opole
- Awans do Polskiej Ligi Hokejowej: 2003

Unia Oświęcim
- Mistrzostwo Polski: 2004
- Wicemistrzostwo Polski: 2005
- 3 miejsce w Polskiej Lidze Hokejowej: 2011, 2012
- Finał Pucharu Polski: 2004, 2010, 2011

Naprzód Janów
- Awans do Polskiej Hokej Ligi: 2017, 2019

### Trenerskie
Naprzód Janów
- Awans do Polskiej Hokej Ligi: 2019